# メガスケールエンジニアリング

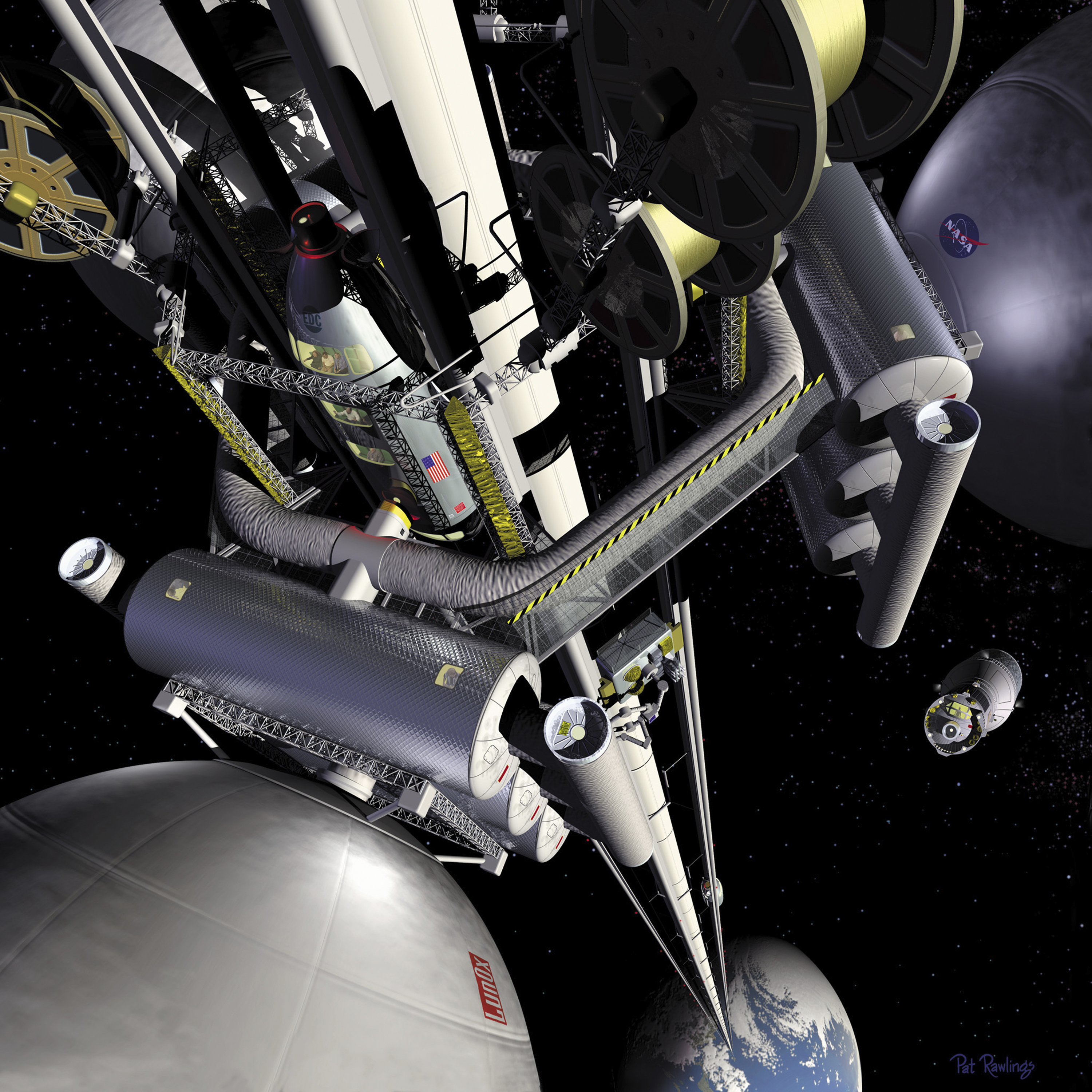
軌道エレベータと宇宙ステーションは大量輸送システムとして構想された巨大構造物。

メガスケールエンジニアリング（英:Megascale engineering)またはマクロエンジニアリング(英:macro-engineering） は、巨大な規模での構造物を想定した工学分野である。これらの構造は少なくとも1000km/1メガメートル級の規模を持つ。このような大規模構造はメガストラクチャーと呼ばれる。 

## 概要
メガスケールエンジニアリングは、大規模構造に加えて、惑星全体を人間が居住できる環境に変換すること、つまりテラフォーミングまたは惑星工学として知られるプロセスを含むものとして定義される。 地表の変化、惑星軌道の変化、エネルギーバランスを変更することを目的とした軌道の構造も含まれる。 
メガスケールエンジニアリングより更に巨大な規模のものにアストロエンジニアリング(天文規模工学)がある。これは恒星のエネルギーを最大限利用する構造の ダイソン球、  恒星の周りを一周するリング構造リングワールド、木製の軌道サイズの巨大円盤オルダーソン円盤、恒星の周りを何度も周回可能な巨大チューブ構造トポポリスなど、恒星規模以上の巨大構造へのメガスケールエンジニアリングの拡張である。 
ダイソン球殻(シェル)、ダイソンスウォーム、マトリョーシカ・ブレインなどのいくつかのメガストラクチャーでは、 宇宙太陽発電衛星で恒星のエネルギーを電力に換える。 惑星工学や星間輸送を行うためにも 宇宙太陽光発電衛星とそれに付随する宇宙物流インフラストラクチャの構築が必要である。 
メガスケールエンジニアリングはSF作品で重要な役割を果たすことがよくある。 宇宙空間の微小重力環境は、これらの構造物を作る上でいくつかの潜在的な利点を提供する。構造物への負荷を最小限に抑えること、 小惑星など大量の原材料を利用できること、 太陽からの十分なエネルギー供給を得られる。 ただし、現在の人類の技術はこれらの利点を活用できるほど進歩していない。 
かなりの数のメガストラクチャーが工学上の理論やアイデアとして紙上で設計されている。ただし既存のメガストラクチャーのリストは、メガストラクチャーを正確に構成するもので分類することによって複雑になる。 厳密な定義では、現在の地球圏ではこの文脈でのメガストラクチャーは存在しない（真剣に検討されているプロジェクトは宇宙エレベーターなどがある）。 より寛大な定義では、 万里の長城 （2万km)などがメガストラクチャーとしてカウントされる。   
提案されているすべてのメガストラクチャーのうち、地球 の軌道エレベーター 、ロフストロム・ループ 、火星または月の宇宙エレベーターのコンセプトなどが、従来の工学技術で構築でき現在の材料工学の範囲内にあるとされている。カーボンナノチューブはより技術的に困難な地球の軌道エレベータに必要な引っ張り強度を持っている可能性があるが、ナノチューブの作成は実験室段階であり、適切なケーブルスケールテクノロジーはまだまったく示されていない。 
宇宙エレベーターよりも大規模な構造物の建造には、おそらく新しい工学技術、新素材、新しいテクノロジーの組み合わせが必要である。 このような大規模な建設プロジェクトでは、適切な大規模な「建設作業員」を用意するために自己複製機械の使用が必要になる場合がある。 ナノテクノロジーの使用は、自己複製アセンブラーと、そのようなプロジェクトに必要な特殊な材料の両方を提供する可能性があるが。ナノテクノロジーは現時点では投資的探索工学の別の分野である。

## 参照資料
1. ↑  Ćirković, Milan M. (2006). Viorel Badescu. ed. Macro-Engineering in the Galactic Context: A New Agenda for Astrobiology. Springer. p. 281. ISBN 1-4020-3739-2
2. ↑  Galántai, Z.. “Long Futures and Type IV Civilizations”. Periodica Polytechnica, Social and Management Sciences 12 (1):  83–89 2009年5月30日閲覧。.
3. ↑  Timofeev, M. Y.; Kardashev, N. S.; Promyslov, V. G. (June 2000). “A search of the IRAS database for evidence of Dyson Spheres”. Acta Astronautica 46 (10–12):  655–659. Bibcode: 2000AcAau..46..655T. doi:10.1016/S0094-5765(00)00028-X.
4. ↑  McInnes, Colin R. (March–April 2005). “Dynamics of a Particle Moving Along an Orbital Tower”. Journal of Guidance, Control, and Dynamics 28 (2) 2009年5月30日閲覧。.[リンク切れ]